# Cartman a NAMBLA tagja
A Cartman a NAMBLA tagja (Cartman joins NAMBLA) a South Park című rajzfilmsorozat 53. része (a 4. évad 5. epizódja). Elsőként 2000. június 21-én sugározták az Amerikai Egyesült Államokban.

## Cselekmény
|  | Alább a cselekmény részletei következnek! |

Eric Cartman úgy érzi, barátai nem elég érettek hozzá, ezért idősebb férfiak társaságát kezdi keresni az interneten. Hamarosan egy pedofil chatoldalon köt ki, ahol néhány férfitől szexuális ajánlatokat kap, de Cartman azt hiszi, ők csupán barátkozni akarnak vele.
Eközben Kenny szülei bejelentik, hogy újabb gyereket vállalnak, de Kenny ezt mindenáron szeretné megakadályozni. Többek közt baseball-labdával ágyékon dobja apját, abortusztablettákat vesz, melyeket anyja italába kever, elmegy szüleivel a John Denver kalandparkba, amely terhes nők számára tiltott, de egyik akciója sem jár sikerrel. Végül belefáradva a kudarcokba egy vécépumpával kezdi kergetni anyját.
Cartman találkozik első idősebb barátjával, akit azonban hamar elvisz a rendőrség. Másodszorra is megbeszél egy találkozót egy ismeretlen férfival, akiről kiderül, hogy nem más, mint Mr. Garrison, de őt is letartóztatják. A naiv Cartman szerint Stan és Kyle áll a cselekmények hátterében és ők akarnak keresztbe tenni neki azáltal, hogy az összes barátjelöltet likvidálják a rendőrség segítségével.
Dr. Mephisto tanácsára Cartman csatlakozik a NAMBLA (North American Man/Boy Love Association, azaz Észak-Amerikai Férfi/Fiú Szeretet Szövetség, a magyar fordításban „Nagy Amerikai Magányos Babázó Legény Alakulat”) nevű szervezethez és ő lesz az egyesület reklámarca. Kiderül azonban, hogy két NAMBLA létezik és Mefisto a másiknak, a Nagy Amerikai Marlon Brandók Lehetnénk Alapítványnak a tagja (melyben Marlon Brando hasonmások találkoznak egymással). A pedofilok vacsorával egybekötött összejövetelt szerveznek, melyen Cartman régi barátai is részt vesznek. Amikor viszont a felnőttek hotelszobákba invitálják a gyerekeket, azok hirtelen rájönnek, mi is történik valójában és menekülni kezdenek. A hajszához nemsokára csatlakozik a másik NAMBLA, a rendőrség és az anyját üldöző Kenny, valamint az őket követő Stuart, Kenny apja is. Kenny apját tévedésből egy sötét szobában megerőszakolják a NAMBLA tagok, akiket a rendőrök rövidesen elfognak. Cartman bocsánatot kér a többi gyerektől és hajlandó újra barátkozni velük, feltéve ha nem tart majd túl sokáig nekik is éretté válniuk.
Kennyt elgázolja egy mentőautó, de anyja a kórházban életet ad egy hozzá hasonló gyereknek, aki szintén a „Kenny” nevet kapja (Mr. McCormick meg is jegyzi, hogy ez az ötvenedik alkalommal történik meg, de felesége kijavítja, hogy már az ötvenkettedik alkalom – utalva az addigi epizódok számára).

## Utalások
- Az üldözési jelenet a Scooby-Doo című rajzfilm paródiája.
- Kenny rémálma utalás a Kannibál bébi születik (It's Alive) című horrorfilmre.
- A vidámparkban a John Denverről elnevezett hullámvasút egy lezuhanó repülőgépre hasonlít; a híres énekes, John Denver egy repülőgép-szerencsétlenségben halt meg.
- A NAMBLA egy valóban létező szervezet, amely a pedofília engedélyezéséért küzd.[1]
- Az üldözés alatt Yves Montand „Page d'écriture” című száma hallható.
- A rész végén utalás történik Kenny folyamatos elhalálozásainak a titkára: az anyja a rész alatt végig gyereket várt, aki pontosan olyan mint Kenny. A 14. évad egyik epizódjából kiderül, hogy Kenny akárhányszor meghal, az anyja ismét megszüli, és reggelre eléri a halálát megelőző életkort (ez esetben 8 éves). Mindez egy vallásos szekta gyűléseinek nem kívánt eredménye, ahol egy Cthulhu nevű, halhatatlan istenség eljövetelét várják.
- Carol 52-t mond az epizód végén, pedig ez az 53. rész. Ez utalás a Kula bá, az ünnepi kaki című részre, amiben Kenny nem halt meg. Ugyanakkor Kenny valójában csak 50-szer halt meg, mivel az előző évadbéli Meteoreső-trilógia első két részével egyidőben játszódó 3. részben halt csak meg.